# Vodka

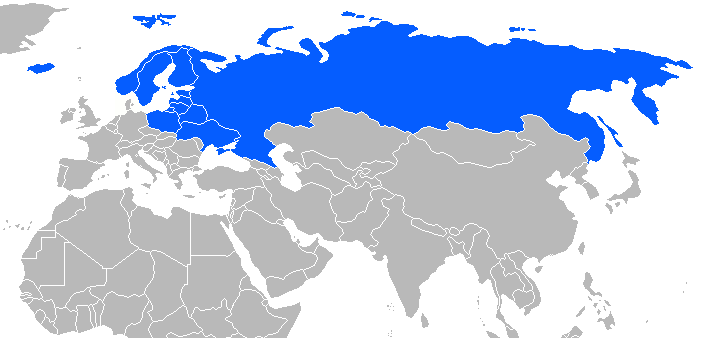
Países donde tradicionalmente se ha tomado el vodka, de oeste a este: Islandia, Noruega, Suecia, Polonia, Lituania, Letonia, Estonia, Finlandia, Bielorrusia, Ucrania y Rusia («Cinturón del vodka»)

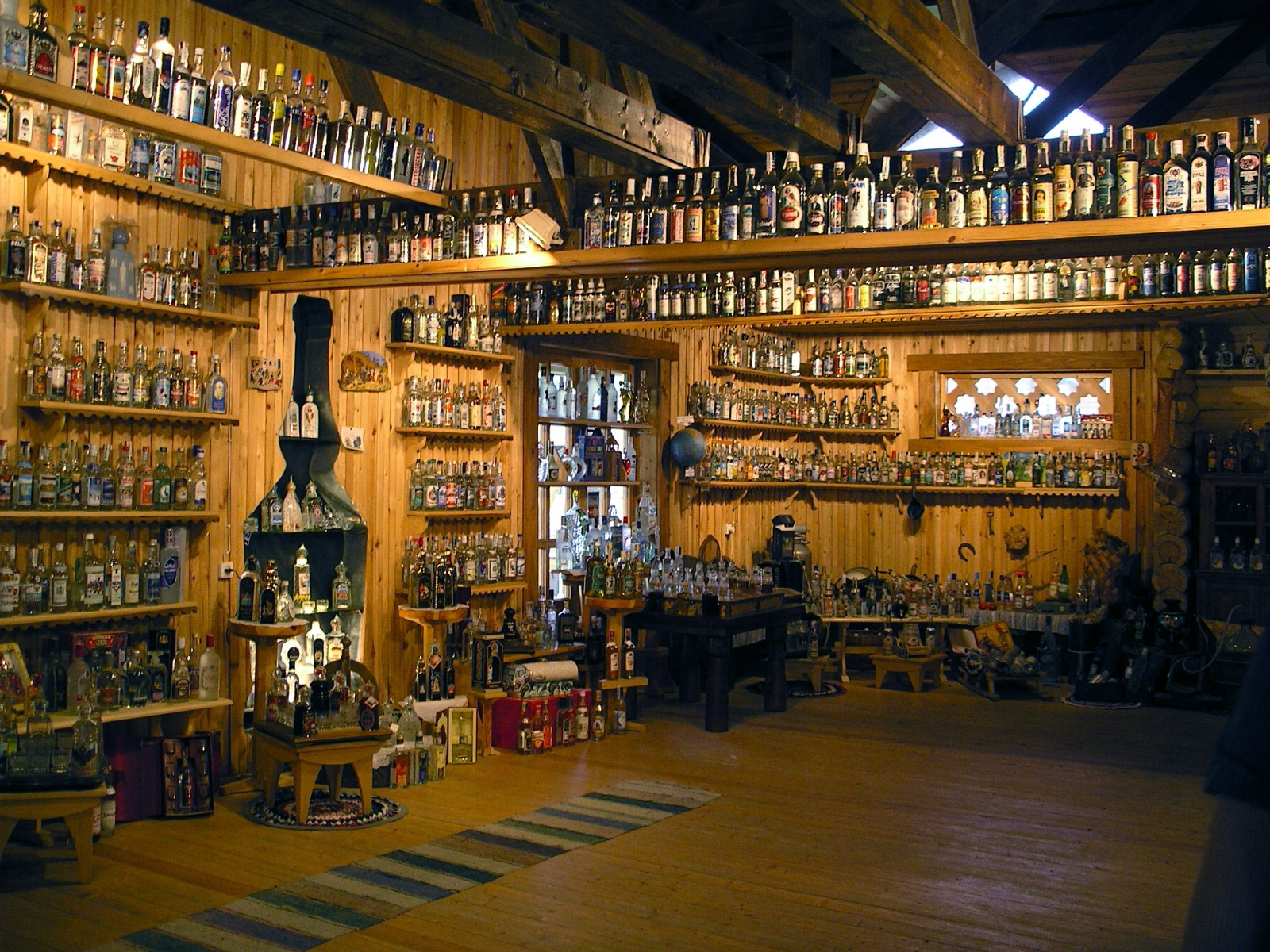
Museo de Vodka en Alto Mandrogui, distrito de Podporozhsky, óblast de Leningrado, Rusia.

El o la vodka o vodca (del ruso водка vodka, diminutivo de вода voda ‘agua’) es una bebida alcohólica destilada cuyo origen se discute, aunque el nombre actual es de origen ruso. Se produce generalmente a través de la fermentación de granos y otras plantas ricas en almidón, como el centeno, trigo, patata o remolacha.
Normalmente el contenido de alcohol del vodka se encuentra entre 65 % y 80 % volúmenes; el vodka lituano, ucraniano, ruso y polaco clásico contiene cuarenta grados de alcohol.

## Etimología
El nombre vodka es un diminutivo del eslavo voda (‘agua’), que significaría por tanto ‘agüita’. Se descompone en la raíz vód- [agua] + -k- (sufijo diminutivo) + -a (sufijo que indica género femenino). Sin embargo, aunque en español la terminación -a también corresponde por lo general a sustantivos femeninos, al contrario que en las lenguas eslavas, vodka se utiliza principalmente con género masculino.
El primer registro del que se tiene constancia de la palabra vodka data del Akta Grodzkie de 1405, los documentos de la corte del palatinado de Sandomierz, en Polonia En aquella época, la palabra wódka se refería a medicamentos y cosméticos, mientras que la bebida se denominaba gorzałka (del polaco antiguo gorzeć, ‘quemar’), a su vez el origen de la horilka ucraniana. La palabra vodka escrita en cirílico apareció por primera vez en 1533, en referencia a una bebida medicinal importada de Polonia a Moscú por mercaderes moscovitas.
En los países del este, vodka sirve para designar cualquier bebida de alta graduación. A este respecto, hay que tener en cuenta, como sucede con frecuencia con las palabras extranjeras utilizadas fuera del contexto de esa lengua extranjera, que vodka significa una realidad distinta en los países del este y en los países de habla española, inglesa o francesa.

## Consumo
No solamente al compuesto de etanol y agua, sino también a muchos licores de frutas y destilados con sabor a cereal a los que no estilan llamar wiski. Vodka, en el contexto ruso, es palabra genérica, como la inglesa spirit, que sirve para designar cualquier destilado. Nunca los rusos consiguieron un aguardiente que resultase atractivo en razón de sus sustancias de origen, como hicieron los escoceses con la cebada —dando lugar al wiski—  y los franceses con los aguardientes de vino de Charente y el armañac, los mexicanos con el tequila, o los peruanos con el pisco, etc.; pero consiguieron algo no menos interesante: un destilado insípido compuesto solo por alcohol y agua.
La intención, al parecer, era conseguir una concentración de alcohol tan elevada que el producto no pudiese congelarse fácilmente, por razón de que el alcohol se congela a temperaturas más bajas que el agua. Un mito muy difundido es que fue Dmitri Mendeléyev quien estableció el estándar para el vodka ruso en los cuarenta grados alcohólicos (supuestamente en su tesis doctoral Un discurso sobre la combinación de alcohol y agua, se mencionó que la proporción era la menos perjudicial para la salud humana). Sin embargo, una de las inscripciones en un pabellón en el museo del vodka, en San Petersburgo, dice que Mendeléyev consideraba la fuerza ideal de vodka en torno a 38 %, pero este número se redondea a cuarenta para simplificar el cálculo del impuesto sobre el alcohol. Por otra parte, este mito es ampliamente utilizado para fines promocionales. Por ejemplo, la etiqueta «Russian standard» dice que el vodka es «compatible con la más alta calidad de vodka de Rusia aprobado por la comisión de gobierno real encabezado por Mendeléyev en 1894».

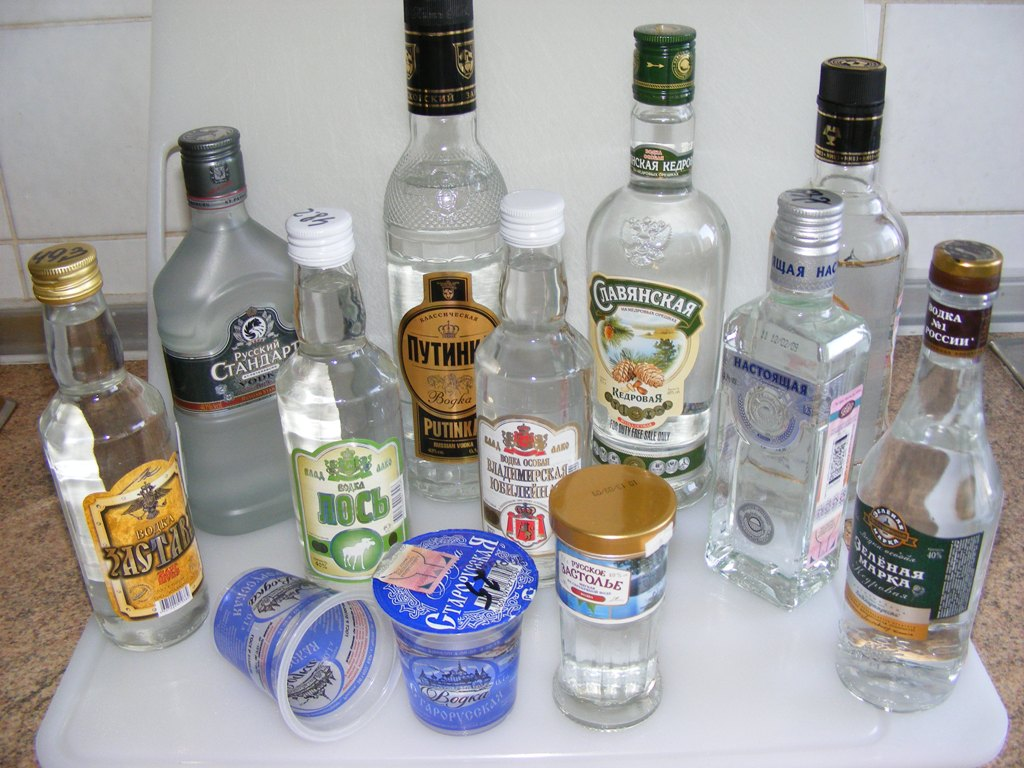
Botellas de diferentes marcas de vodka ruso.

Sin embargo, en primer lugar, la disertación de Mendeléyev no contiene ninguna mención de experimentar con una solución alcohólica de 40 %. El investigador estudió las concentraciones más altas de alcohol —setenta grados o más—. Por otra parte, no hay ningún trabajo de Mendeléyev relacionado con los métodos de dilución de alcohol en la producción de vodka. En segundo lugar, el estándar «cuarenta grados» se estableció en Rusia en 1843, cuando Mendeléyev tenía solo nueve años de edad. Fue introducido por el gobierno sin la participación de ningún científico.
Las costumbres para beberlo difieren según su lugar de consumo. En Bielorrusia, Estonia, Finlandia, Letonia, Lituania, Noruega, Polonia, Rusia, Suecia y Ucrania, la bebida se toma sola y sin mezclar, sirviéndose en vasos bien fríos y acompañada a menudo de comida. En el resto de los países europeos se utiliza principalmente en combinados, aunque el auge del llamado vodka prémium hace que cada vez sea más frecuente consumir vodka solo.

## Composición
Antes de que llegase el vodka como se entiende ahora —H2O + C2H5OH, es decir, agua y etanol— no cabía inducir sabores —de menta, de enebro, etc.— a un alcohol puro e insípido. Había que inducirlos a un aguardiente, a una destilación imperfecta con sabores de la materia de procedencia. El ideal de los alquimistas fue aislar completamente el alcohol, incluso del agua. El vodka es alcohol puro —agua y alcohol—, pero no alcohol absoluto: solo alcohol sin incluso agua. El alcohol absoluto es costoso de obtener y solo se logró conseguir bien entrado el siglo XX. La marca Absolut vodka, tiene un 60 % de agua, pues las legislaciones no suelen permitir vender al por menor una concentración alcohólica superior a los 40 o 43 grados.[cita requerida] Tampoco suelen permitir que se venda al por menor alcohol puro —agua y alcohol— y neutro —sin desnaturalizar—, si no es bajo la denominación vodka. En eso consiste el llamado «vodka para cócteles». Se trata de una simple mezcla de alcohol y agua. Todas las bebidas alcohólicas —salvo el vodka— se componen de alcohol, agua y algo más. En ocasiones en la botella de vodka se hace constar la procedencia de las materias primas; pero ello es irrelevante desde el punto de vista de la composición del vodka: agua y alcohol. A lo más está levísimamente aromatizado.

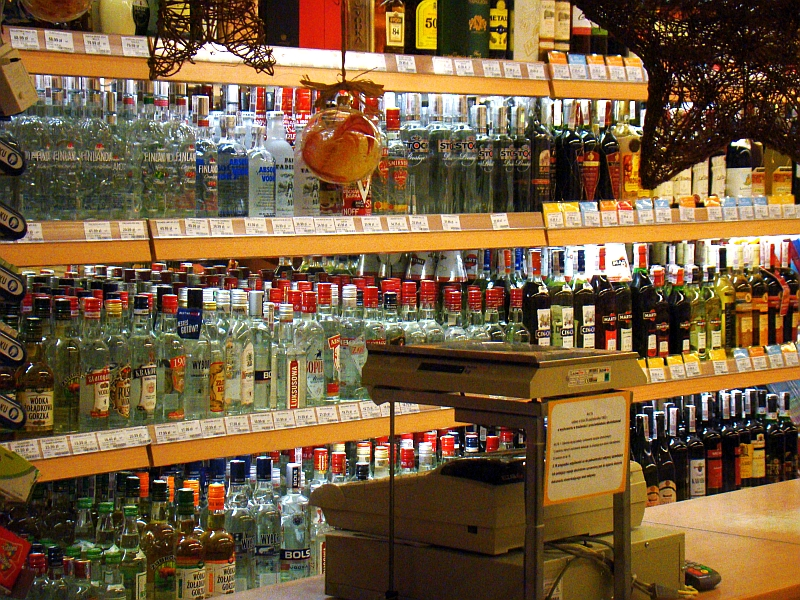
Varias botellas de vodka en una tienda de Sanok, Polonia.

El origen de la comercialización del alcohol puro e insípido que en Occidente denominamos «vodka está ligado a la marca Stolichnaya y se popularizó al final de la Segunda Guerra Mundial. Se vendía inicialmente como «wiski blanco», y su lema era «sin gusto ni olor». Resultó muy útil para cócteles. Sin embargo, como hace notar Gordon Brown, si el vodka no se vendiese bajo ese nombre sino con el de «alcohol neutro» perdería todo su encanto. Los nombres rusos del vodka dan pistas sobre ese sabor suave o sobre el origen del producto: «limonnaya» significa con sabor a limón, «krepkaya» indica que es fuerte, «moskovskaya», que proviene de Moscú, etc.

## Producción
El vodka se produce hoy en todo el mundo, a pesar de que queda en la historia como la bebida típica rusa. Hay muchos productores estadounidenses, e incluso japoneses, como Suntory. El vodka goza de gran popularidad y prestigio en los países escandinavos, siendo la sueca Absolut, la finlandesa Finlandia y la ucraniana Nemiroff, las marcas prestigiosas para muchos degustadores del vodka. Hay que resaltar la diferencia entre los vodkas rusos y el resto de los vodkas del mundo. Únicamente en Rusia el vodka se produce de «aguaviva», agua de manantial y no destilada, y la mezcla posteriormente se purifica varias veces. En todos los otros países del mundo el vodka se produce de agua destilada.
Originariamente la producción de esta bebida se lograba a partir de los productos de agricultura locales más baratos y abundantes, como el trigo, maíz, patatas, o la combinación de cualquiera de estos. El proceso consistía en una filtración simple y rápida del fermento de estos usando un filtro a base de carbón vegetal, en lugar de un caro y prolongado proceso de destilación. El líquido purificado era después reducido, sin añejarse, hasta ser potabilizado mediante la adición de agua destilada para luego embotellarlo. El resultado de este ciclo de elaboración es un producto incoloro e inodoro con una graduación alcohólica elevada.

## Variedades

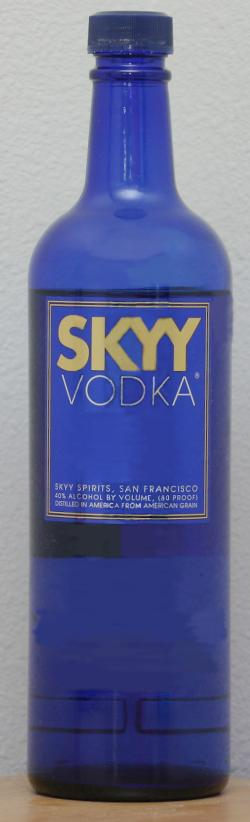
Una botella de vodka.

Muchas personas suelen mezclar el vodka con diferentes zumos de fruta (mayoritariamente de arándano o naranja), para darle un sabor distinto con un ligero toque de alcohol, como los vodkas saborizados.
El vodka producido en Rusia generalmente contiene 40 % de alcohol y el que producen en Polonia alcanza los 45° de graduación alcohólica. En Rusia hay variedades exclusivas de vodka uva como la Kizlyarka (‘madurado’) con un contenido 45 % de alcohol. Actualmente la graduación típica oscila entre 37,5 % y 42 % en vodkas ordinarios (hasta 70 % en algunas especialidades rusas, el más fuerte posee 96 %), por lo que su aporte calórico al organismo por cada 100 g es de 315 cal. La importancia de la graduación depende sobre todo de que se tome solo o mezclado con otros líquidos.

## Proceso de elaboración
- Preparación del caldo: se muelen los granos convirtiéndolos en harina, se añade agua y se hace la mezcla bajo presión. Durante la operación el almidón contenido en los granos se transforma en una masa de gel y luego en azúcar que, bajo el efecto de la levadura, se transforma en alcohol durante la fermentación. La fermentación dura cerca de 40 horas y produce una bebida similar a una cerveza (cerca del 9% de contenido alcohólico) que se procede a destilar.

- Destilación: tiene lugar en un sistema de destilación continua o por el sistema "pot still" en alambiques aislados (o una combinación de ambos), que tiene de 2 a 5 alambiques; la altura de los alambiques (de acero inoxidable con partes de cobre) es de 20-40 metros en el caso de grandes producciones industriales. Los alambiques en pequeñas destilerías con el sistema "pot still" son de tamaño mucho más reducido. En el primer alambique el alcohol se aparta de la brasa: la brasa calentada va desde arriba del alambique y se encuentra con la corriente de vapor caliente desde abajo, el alcohol junto con otros vapores sube a la parte superior del alambique. Los residuos de la brasa -el orujo- se separan en la parte inferior y se usan para cebar el ganado. Con ayuda del segundo alambique -rectificador- el alcohol aumenta su fuerza concentrando en la parte superior de este. El número de veces que la bebida es destilada depende en gran medida de la marca y la calidad. Los vodkas comunes son destilados dos veces, o tres a lo sumo (p.e Smirnoff). En el nivel superior del mercado se encuentran vodkas destilados 4 (Belvedere), 5 (Lokka y Ciroc), 6 (Alpha Noble), 8 (Russian Standard Imperia) e incluso 9 veces (Jean Marc XO, que actualmente ostenta el récord).[cita requerida]

- Filtración: a continuación el vodka es sometido a un proceso de filtración, cuyo objeto es eliminar cualquier tipo de impurezas que pudiesen persistir en el líquido. La filtración varía de una destilería a otra, aunque el método más común es el uso de filtros de carbón orgánico, generalmente de madera de abedul o manzano. Otros métodos incluyen la utilización de arenas de cuarzo, metales preciosos o incluso diamantes. En ocasiones el vodka es enfriado a muy bajas temperaturas para provocar la solidificación de eventuales residuos.[cita requerida]

- Disolución: la bebida final antes de la mezcla contiene 96 % de alcohol y carece casi por completo de sabores y olores ajenos a los propios del etanol. La calidad del agua es fundamental para el resultado final. A menudo se suele recurrir a aguas provenientes de determinados glaciares, manantiales, lagos, etc. El volumen total de alcohol suele oscilar, como ya se mencionaba anteriormente, entre 37,5° y 42° para los vodkas occidentalizados y hasta 70° en el caso de algunos destilados rusos.

## Marcas y especialidades

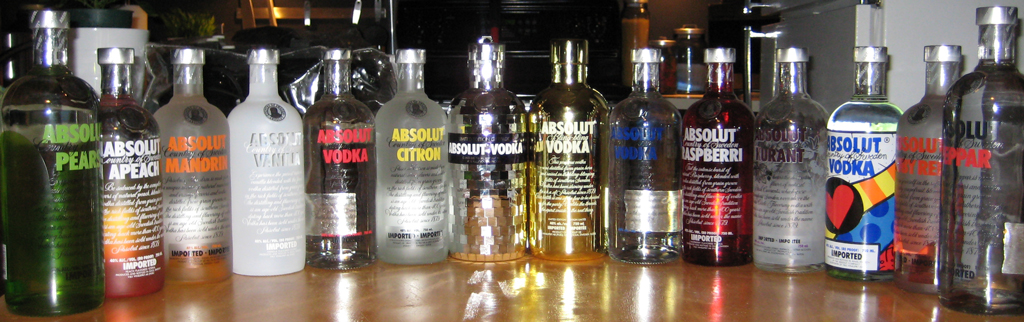
Colección de Vodka Absolut.

Desde inicios del siglo XXI las bebidas espirituosas, especialmente wiski, ron y vodka, son las más consumidas en todo el mundo e incluso su consumo global aumentó al aumentar el nivel adquisitivo de las clases medias asiáticas; en segundo puesto la cerveza. El vodka fue la bebida espirituosa más consumida del mundo en 2012, y es un ingrediente popular de copas y combinados de todo tipo. Las marcas más populares y exitosas en el mundo son Smirnoff (de origen ruso, pero actualmente propiedad del fabricante británico Diageo), Absolut, Stolichnaya (propiedad de Rusia  y de la ex-rusa empresa SPI en otros), Moskovskaya, Russkaya, Juri Dolgoruki, Sibirskaya en Rusia y Soplica (líder en Polonia, segunda marca en Lituania, tercera en Francia).
En la primera década del siglo XXI han surgido nuevas tendencias en materia de vodka: por un lado la anteriormente mencionada aromatización de vodka con diversos sabores (cítricos, diversas frutas, vainilla, pimienta, "bissongrass", guindilla etc.), por otro, la aparición de vodkas de alta gama y precios relativamente elevados, un novum en el mundo de la bebida blanca. En este grupo destacan Beluga Noble Russian Vodka (Rusia), Sernova (Italia), Sobieski Estate (Polonia), Grey Goose (Francia), Khortytsa (Ucrania), Level (Suecia), Absolut Vodka (Suecia), Kizlyarka (Rusia), Stolichnaya Elit (Rusia), Wyborowa Single Estate (también conocido como Wyborowa Exquisite, de Polonia), Russian Standard Platinum y Russian Standard Imperial, Kaufmann, Yuri Dolgoruki (Rusia), Ciroc (Francia), Kettle One (Holanda), Snow Queen (Kazajistán), LOKKA (Turquía), Xellent (Suiza), Diva (Inglaterra), Jean Marc XO (Francia), Oval (Austria), Alpha Noble (Francia), Purity Vodka (Suecia), Blat vodka (España), Rosskov (Brasil), Villa Clara Vodka, Regente Vodka  (Cuba), Stanislaff  (Venezuela), Laguna Azul (México), Zaverich Premium (México), Sirena de Chiloé - Chile), Amazonian Vodka - Perú).

## Cócteles
| - Bloody Mary - Borikanoha - Caipiroska - Colombia (cóctel) - C.M. Mom - Cosmopolitan - Destornillador | - Dragón verde - Georgia Peach - Gimlet - Martini - Moscow Mule(cóctel) - Ruso Blanco - Sex on the Beach |